# Incontro di Bayonne (1565)

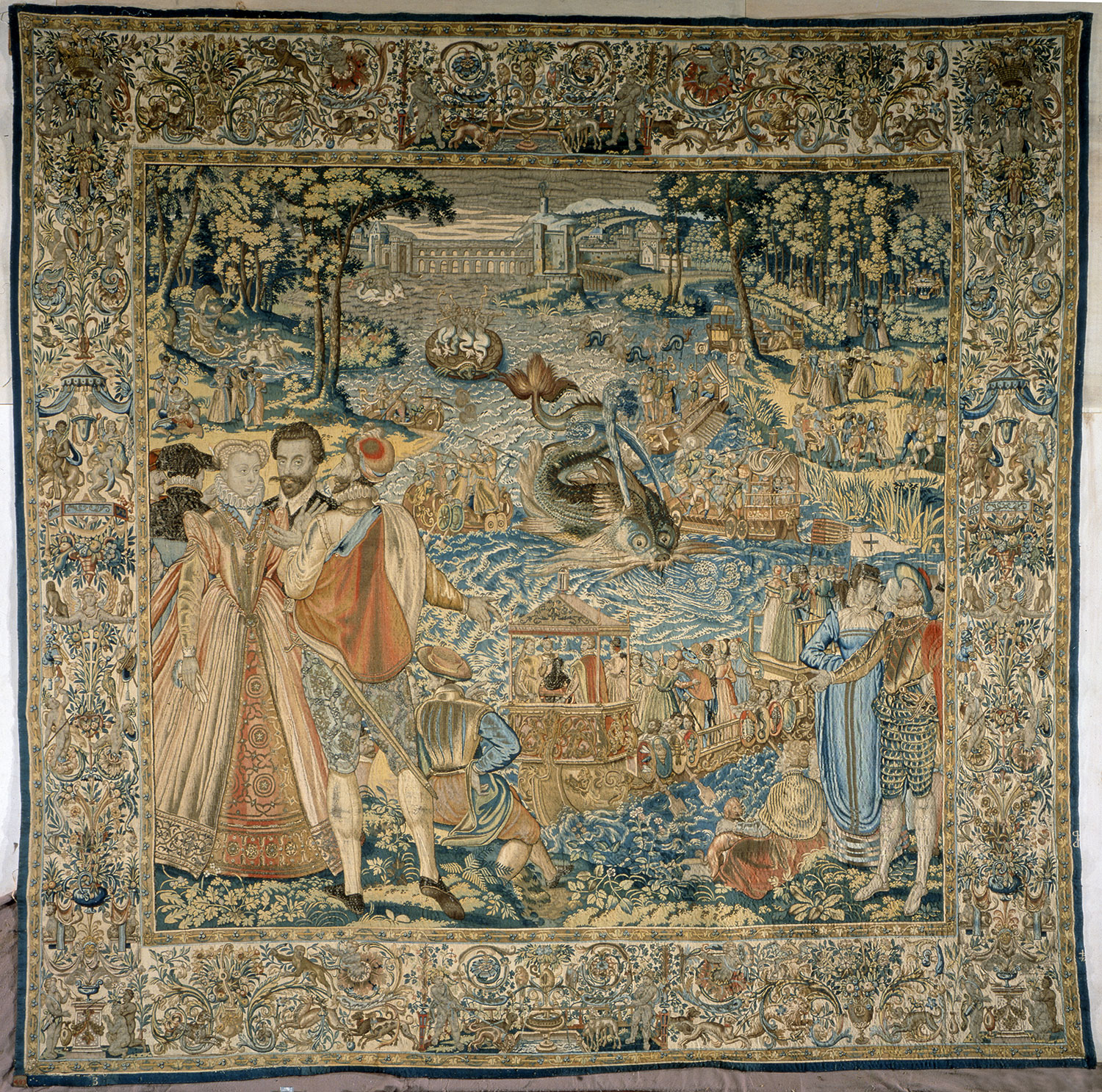
Arazzo che raffigura i festeggiamenti organizzati durante l'incontro.

L'incontro di Bayonne avvenne nel 1565 tra Caterina de' Medici e Ferdinando Alvarez de Toledo, duca d'Alba, durante il "grande viaggio" attraverso la Francia di re Carlo IX e la sua corte.
Caterina era desiderosa di rivedere la figlia maggiore, Elisabetta, sposata al re di Spagna Filippo II. Quest'ultimo si era rifiutato di partecipare poiché era in disaccordo sulla politica di tolleranza della regina madre e si era fatto rappresentare dal duca d'Alba Fernando Álvarez de Toledo, soldato energico ed astuto diplomatico, fornito d'istruzioni formali del re spagnolo, secondo le quali egli avrebbe dovuto convincere Caterina de' Medici a reprimere l'eresia protestante con tutti i mezzi ed il rigore necessari.  
Lo scopo di Caterina invece era quello di far sposare sua figlia Margherita all'erede al trono di Spagna, don Carlos. Le trattative però sfumarono.
L'incontro fu inconcludente, ma successivamente gli storici protestanti avrebbero notato l'annuncio della notte di San Bartolomeo, avvenuta sette anni più tardi. Questa tesi è stata smentita da molti storici.